# Мильченко, Анатолий Васильевич
Анатолий Васильевич Мильченко (26 марта 1938, Боржоми, Грузинская ССР — 28 декабря 2011, Тбилиси, Грузия) — советский футбольный судья, грузинский футбольный функционер. Судья всесоюзной (28.12.1967) и международной категорий (с 1974).

## Биография
Родился в 1938 году в Боржоми, куда его дед и отец приехали по направлению с Украины в 1936 году для участия в строительстве стекольного завода. Отец Василий Петрович и дядя Григорий Петрович погибли в Великой Отечественной войне. В школьные годы играл в футбол, баскетбол, волейбол. В старших классах начал играть в боржомской футбольной команде «Чанчкери» в чемпионате Грузинской ССР. Армейскую службу проходил, играя в командах Тбилисского Дома офицеров и Закавказского военного округа. В 1960 году играл за сборную Восточной Грузии. В 1961—1964 выступал в «Динамо» Сухуми в чемпионате Грузинской ССР, в 1964 — за команду г. Ткварчели, был там директором городского Дома пионеров. Получил травму и поступил на технологический факультет Грузинского института субтропического хозяйства в Сухуми.
В 1965 году начал судить матчи чемпионата СССР в качестве бокового арбитра. В 1967—1986 годах провёл 202 матча чемпионата как главный судья. По собственным словам, в качестве главного судьи провел 376 официальных матчей отборочных турниров чемпионатов Европы и мира, Олимпийских игр, еврокубков и чемпионата СССР. В 1986 году прекратил судейскую работу. В 1990—1992 годах в возрасте более 50 лет в качестве исключения судил матчи чемпионата и Кубка Грузии.
Работал председателем абхазской областной коллегии судей (1972—1988), был членом президиума грузинской республиканской коллегии судей (1978—1990), в посольстве Грузии на Украине (1994—1998), руководителем судейской коллегии ФФГ (1998—2005), спортивным директором клуба «ВИТ Джорджия» (2005 — май 2010), менеджером ФФГ по вопросам подготовки молодых арбитров (июнь 2010—2011).
- В списках лучших судей сезона 14 раз: (1970—1974, 1977—1985)
- Награждён памятной золотой медалью за судейство более 100 матчей в чемпионатах СССР (202 матча).
- В 2000 году признан лучшим арбитром Грузии XX века.

Сын Зураб судил матчи второй лиги СССР и чемпионата Грузии.